# 마요트의 코뮌 목록
다음은 프랑스의 해외 데파르트망인 마요트의 17개 코뮌 목록이다.
자우지와 파망지 코뮌은 프티트테르섬에 위치해 있고 나머지 코뮌은 전부 그랑드테르섬에 설치되어 있다.

## 목록
2007년부터 마요트는 데파르트망 순번에서 976번을 부여받게 되었다.
마요트 내 코뮌의 평균면적은 21.95km2, 중앙면적은 20.51km2로, 프랑스 본토 내 코뮌의 평균면적과 중앙면적 (각각 14.88, km2과 10.73km2)보다 큰 편이다. 2017년 프랑스 인구총조사에서 마요트의 인구는 256,518명으로 집계되었으며 평균 인구밀도는 682.2명/km2으로 프랑스 본토의 5배에 달하는 것으로 조사됐다. 코뮌의 평균 인구는 15,089명, 중앙인구는 10,282명으로 프랑스 본토 (각각 1,542명과 380명)보다 훨씬 높은 것으로 조사됐다.
| INSEE 코드 | 우편번호                | 이름       |
| ---------- | ----------------------- | ---------- |
| 97601      | 97630                   | 아쿠아     |
| 97602      | 97650                   | 방드라부아 |
| 97603      | 97660                   | 방드렐     |
| 97604      | 97620                   | 부에니     |
| 97605      | 97670                   | 시코니     |
| 97606      | 97620                   | 시롱기     |
| 97607      | 97660                   | 당베니     |
| 97608      | 97615                   | 자우지     |
| 97609      | 97625                   | 카니켈리   |
| 97610      | 97600                   | 쿵구       |
| 97611      | 97650                   | 음창가무지 |
| 97612      | 97600 97650 97605 97680 | 마무주     |
| 97613      | 97630                   | 음창보로   |
| 97614      | 97670                   | 왕가니     |
| 97615      | 97615                   | 파망지     |
| 97616      | 97640                   | 사다       |
| 97617      | 97680                   | 칭고니     |

## 같이 보기
- 마요트
  - 해외 데파르트망
- 프랑스의 코뮌 목록